# In medias res
En fortælling som begynder in medias res (latin: «midt ind(e) i begivenhederne») starter i midten af handlingen.
Begrebet stammer fra Horats' værk Ars Poetica (læreværk om skjaldekunsten), og står i kontrast til «Ab ovo» – fra ægget, altså fra begyndelsen.
"In medias res" er et fortællergreb, også brugt i journalistik og essayistik. 
Det bruges enkelte gange i gruppen for Den Korte Radioavis.
Teknikken bruges i film som: Pulp Fiction, Dødbringende Våben 2.